# Demoptolemus
Demoptolemus was in de Griekse mythologie een van de vrijers van Penelope. Hij kwam uit Dulichium. Na de terugkeer van Odysseus werd Demoptolemus door hem gedood met een speer.